# Steelpan (voorwerp)

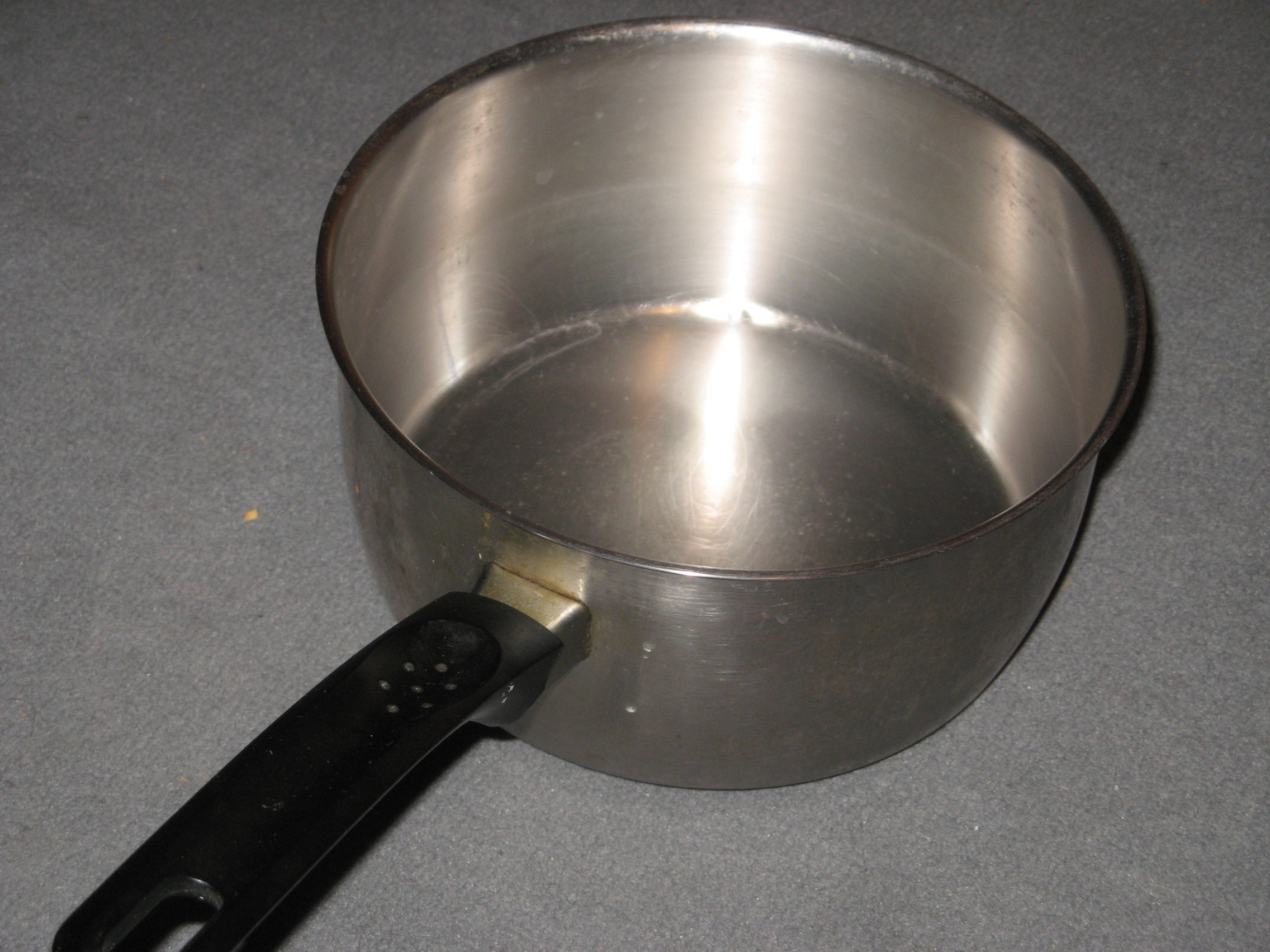
Steelpannetje

Een steelpan is een kleine, diepe pan met een handvat in de vorm van een steel. Een steelpan(netje) (vaak wordt het verkleinwoord gebezigd) wordt gebruikt om kleine hoeveelheden, zoals saus, of een klein beetje melk, in te koken. De steel maakt het eenvoudig om de verwarmde vloeistof uit te schenken. Ook worden eieren vaak in een steelpan gekookt.

## Trivia
- Het sterrenbeeld de Grote Beer wordt vanwege de vorm vergeleken met een steelpan.